# Mihailo Petrović Njegoš
Mihailo Petrović Njegoš (Podgorica, 14. rujna 1908. – Pariz, 24. ožujka 1986.) bio je princ iz kraljevske kuće Petrovića.

## Životopis
Rođen je 1908. godine u Podgorici, od oca princa Mirka Petrovića i majke Natalije Konstantinović. Godine 1916. kapitulirala je Kraljevina Crna Gora jer ju je osvojila Austro-Ugarska. Kralj Nikola odlazi u progonstvo s obitelji u Italiju. Mihailo je kao dijete odveden u Napulj, a potom poslan u Ujedinjeno Kraljevstvo, gdje je završio osnovnu školu u Eastbourneu.
Nakon Prvog svjetskog rata princ Mihailo odlazi na studij u Francusku, koji uspješno završava. U to je vrijeme Narodna skupština Kraljevine SHS uvrstila članove kraljevske kuće na civilnu listu, čime je stekla pravo na apanažu.
Kralj Aleksandar I Karađorđević bio mu je bliski rođak.
Početkom 1930-ih fašistička Italija, predvođena Benitom Mussolinijem, ponudila je princu Mihailu prijestolje kralja Albanije kako bi izvršila pritisak na Jugoslaviju i tražila reviziju granica. Princ Mihailo je odbio prijestolje i titulu crnogorsko-albanskog kralja. Princ Mihailo je bio veliki pristalica Jugoslavije i politike koju je vodio njegov rođak, kralj Aleksandar I.
U Travanjskom ratu 1941. Kraljevinu Jugoslaviju okupirale su sile Osovine (Njemačka, Italija, Mađarska, Bugarska). Crna Gora je pripala Italiji. Ministar vanjskih poslova Italije Galeazzo Ciano želio je provesti svoju politiku o stvaranju vazalnih država i režima metodom personalne unije. U Crnoj Gori je želio ponovno uspostaviti kraljevsku kuću Petrovića pod okriljem talijanske kraljevske kuće Savoje i obnoviti Crnu Goru kao samostalnu državu. Princa Mihaila, unuka kralja Nikole, zajedno s djelatnicima jugoslavenskog poslanstva u Parizu, gdje je bio nakon Travanjskog rata, Nijemci su odveli u logor kod Frankfurta. Tamo ga zatiče posebni izaslanik talijanske kraljevske kuće, tražeći od njega da ode na Cetinje i preuzme crnogorsko kraljevsko prijestolje, jer bi Crna Gora uskoro trebala proglasiti svoju neovisnost. Tetka princa Mihaila Jelena Savojska bila je kraljica Italije. Princ Mihailo je neljubazno odbio posebnog izaslanika, navodeći da se osjeća Srbinom i da je nepokolebljivi protivnik crnogorskog separatizma i zelenaša, koji su bili motivirani samo željom da razbiju Srbe i Jugoslaviju.